# Aérodrome de Sarteneja
L'aérodrome de Sarteneja (code IATA : SJX) est un aéroport qui dessert Sarteneja, Belize.

## Situation
| Belize City (International) Belize City (National) Belmopan‎ Big Creek Caye Caulker Caye Chapel Corozal Dangriga Independence/Savannah Orange Walk‎ Town Placencia‎ Punta Gorda San Ignacio‎ San Pedro‎ Sarteneja Silver Creek |